# Castronno

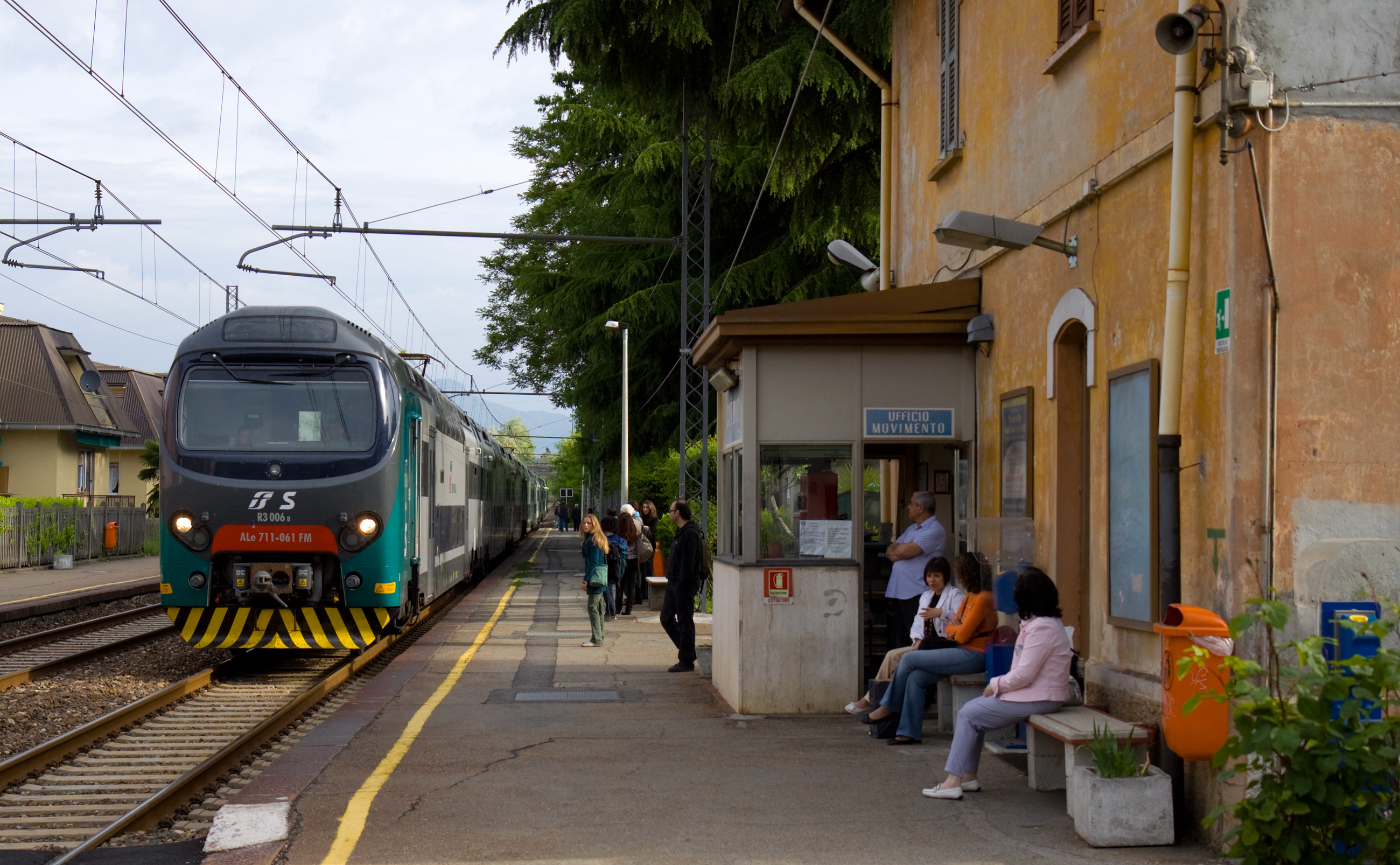
Bahnhof Castronno

Castronno ist eine italienische Gemeinde (comune) in der Provinz Varese in der Region Lombardei.

## Geographie
Die Gemeinde liegt etwa 8 Kilometer südsüdwestlich von Varese und bedeckt eine Fläche von 3,74 km². Zu Castronno gehören die Fraktionen Cascine Maggio, Sant’Alessandro und Collodri. Die östliche Gemeindegrenze bildet der Giessbach Arno. Die Nachbargemeinden sind Albizzate, Brunello, Caronno Varesino, Morazzone, Sumirago und Gazzada Schianno.

## Geschichte
Castronno wird im Liber notitiae Sanctorum Mediolani aus dem 13. Jahrhundert als einer der Orte der Pieve von Castelseprio erwähnt. Der Ort wird auch in den Statuten der Straßen und Gewässer des Grafschaft Mailand von 1346 als zur Gemeinde Castelseprio gehörig erwähnt. Sie gehörte zu den Gemeinden, die zur Instandhaltung der Rho-Straße beitrugen (1346). In den Registern des Estimo (Grundbuch) des Herzogtums Mailand von 1558 und den späteren Aktualisierungen im 18. Jahrhundert war Castronno noch in derselben Pieve enthalten.
Nach den Antworten auf die 45 Fragen des II. Volkszählungsrates von 1751 wurde die Gemeinde im Jahr 1751 der Familie Archinto als Lehen übertragen. Der Feudalherr residierte in Mailand, und der Konsul wurde im Büro in Varese vereidigt. Die Verwaltung der 410-Seelen-Gemeinde wurde von einem Konsul, der 20 Lire pro Jahr erhielt, und drei Bürgermeistern wahrgenommen, die zwar kein festes Gehalt erhielten, aber von persönlichen Belastungen befreit waren, sowie 30 Geld für jeden Arbeitstag. Der Kanzler, der etwas mehr als 10 Lire pro Jahr erhielt, lebte in Albizzate, während die Schriften einer von der Gemeinschaft beauftragten Person anvertraut wurden.

## Bevölkerung
| Bevölkerungsentwicklung | Bevölkerungsentwicklung | Bevölkerungsentwicklung | Bevölkerungsentwicklung | Bevölkerungsentwicklung | Bevölkerungsentwicklung | Bevölkerungsentwicklung | Bevölkerungsentwicklung | Bevölkerungsentwicklung | Bevölkerungsentwicklung | Bevölkerungsentwicklung | Bevölkerungsentwicklung | Bevölkerungsentwicklung | Bevölkerungsentwicklung |
| ----------------------- | ----------------------- | ----------------------- | ----------------------- | ----------------------- | ----------------------- | ----------------------- | ----------------------- | ----------------------- | ----------------------- | ----------------------- | ----------------------- | ----------------------- | ----------------------- |
| Jahr                    | 1751                    | 1805                    | 1853                    | 1881                    | 1901                    | 1921                    | 1951                    | 1971                    | 1991                    | 2001                    | 2011                    | 2021                    |                         |
| Einwohner               | 410                     | 463                     | *681                    | 873                     | 1062                    | 1532                    | 2020                    | 3595                    | 4593                    | 4842                    | 5248                    | 5031                    |                         |

- 1809 Fusion mit Caronno Ghiringhello

## Verkehr
Castronno liegt an der Autostrada A8 von Mailand nach Varese. Die frühere Staatsstraße 341 (heute eine Provinzstraße) führt ebenfalls durch die Gemeinde. Der Bahnhof von Castronno wird von Zügen auf der Bahnstrecke Gallarate–Varese bedient.

## Sehenswürdigkeiten
- Pfarrkirche Santi Nazario e Celso
- Kirche Sant’Alessandro
- Oratorium Santi Pietro e Paolo
- Oratorium San Rocco
- Villa Puricelli
- Villa Aletti